# 黑山—美國關係
黑山－美国关系是指黑山和美利堅合眾國之间的双边关系。
根据《2012年美国全球领导力报告》， 26%的黑山民众对美国的领导力表示认可，48%表示不认可，26%表示不确定。

## 历史

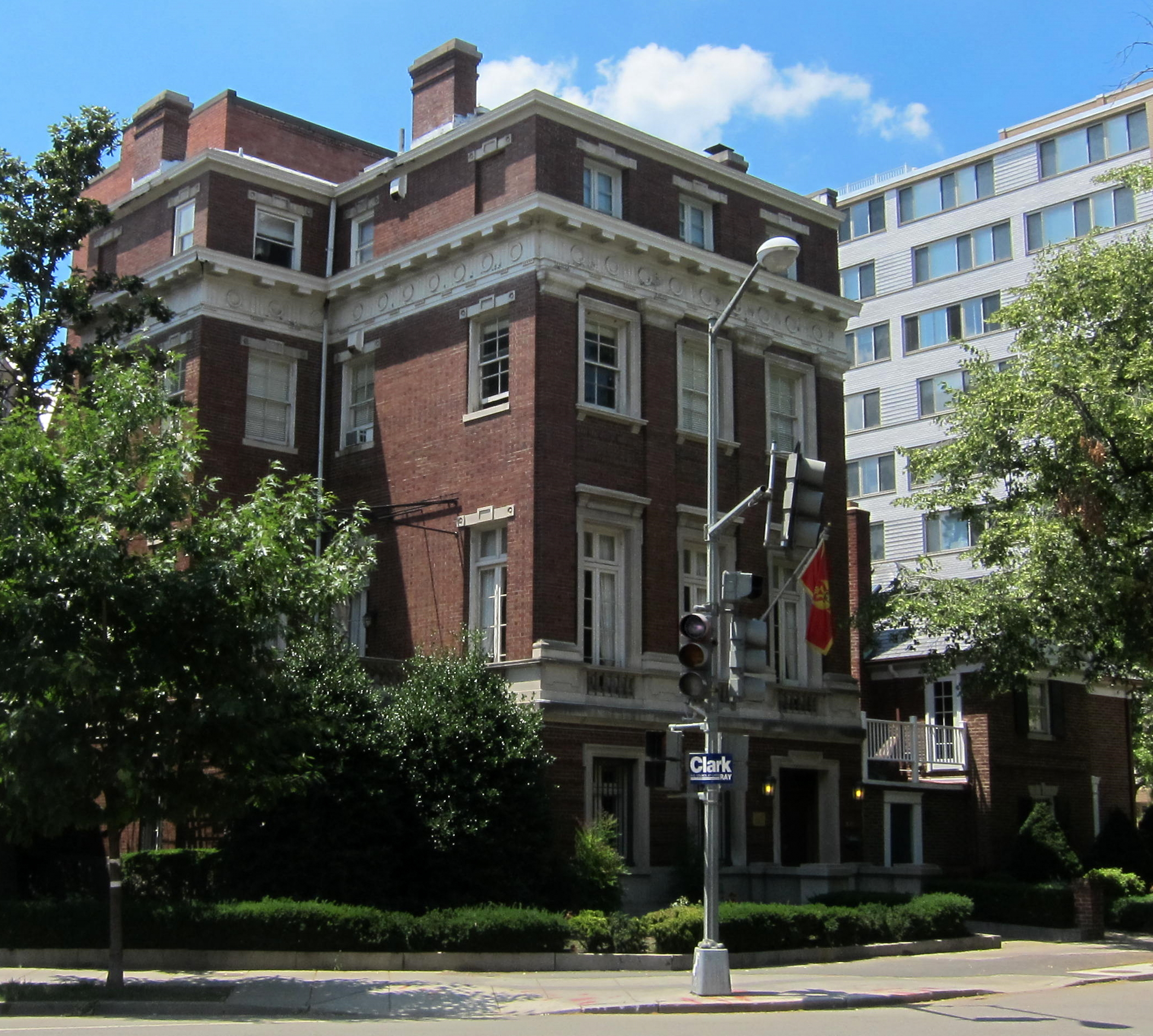
华盛顿特区杜邦圈附近的黑山大使馆

美国与黑山的双边关系可以追溯到1905年，当时美国驻希腊公使馆兼辖美国在黑山公国的业务，直到1918年黑山王国并入南斯拉夫王国后中止。第二次世界大战期间，由于纳粹德国占领了黑山，美国空军轰炸了波德戈里察。此后数十年间，黑山与美国的双边关系曾经从属于南斯拉夫社會主義聯邦共和國、南斯拉夫联盟共和国及塞黑与美国关系的一部分。

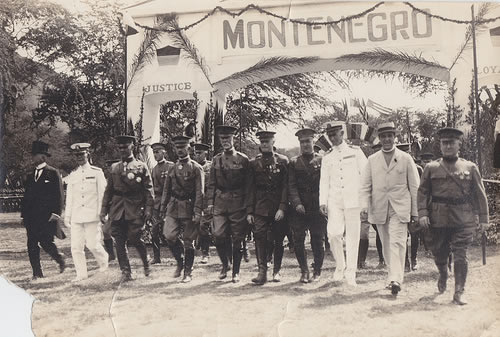
1918年，纽约的黑山裔美国人社区庆祝“黑山人日”。

当黑山政治家久卡诺维奇首次步入政坛时，他曾经被视为是斯洛博丹·米洛舍维奇的亲密盟友。然而，在1999年北约轰炸南斯拉夫之前的几年里，他逐渐变得亲美国，并成功避免了黑山遭到美国等北约成员国的轰炸。
2006年蒙特內哥羅獨立公投后，蒙特內哥罗于当年6月3日宣布脱离塞尔维亚与黑山，建立独立国家，同年8月7日，美国与黑山建立正式外交关系，并于不久后在对方首都互设了大使馆，此后两国关系友好发展。